# Friendster
Friendster è stata una rete sociale con sede a Sydney, in Australia. Venne fondata nel marzo del 2002 a Mountain View (California) e fu chiusa il 14 giugno 2015.
Lo scopo di Friendster era di aiutare le persone a trovare nuovi amici, rimanere in contatto e condividere contenuti e media online. Il sito veniva anche utilizzato per darsi degli appuntamenti e scoprire nuovi eventi, band musicali, hobby ed altro. Gli utenti potevano condividere video, fotografie, messaggi e commentare con i loro amici attraverso il profilo e la loro rete.
Friendster aveva più di novanta milioni di utenti registrati e più di sessantun milioni di singoli visitatori al mese. Venivano visualizzate approssimativamente diciannove miliardi di pagine al mese ed era tra i cento siti più visitati.
Più del 90% del traffico di Friendster veniva dall'Asia, dove Friendster aveva più singoli visitatori mensili di qualsiasi altra rete sociale.

 I dieci paesi con più accessi a Friendster, secondo Alexa.com, al 7 maggio 2009 erano le Filippine, Indonesia, Malaysia, Corea del Sud, Stati Uniti, Singapore, Cina, Giappone, Arabia Saudita e India.

## Storia
Friendster venne fondato dal programmatore Johnatan Abrams nel 2002 a Mountain View, in California, prima della creazione, lancio e successo di MySpace, Facebook, LinkedIn ed altri. Friendster venne fondato con lo scopo di creare un ambiente più sicuro e valido per incontrare nuove persone attraverso la navigazione nei profili degli utenti e la connessione ad amici, amici di amici e così via, permettendo ai membri di espandere la loro rete di amici più rapidamente che nella vita reale, in uno scenario "faccia a faccia".
Il lancio di Friendster.com avvenne nel marzo del 2003 e rapidamente raggiunse i tre milioni di utenti nei primi mesi. Riviste come Time, Esquire, Vanity Fair, Entertainment Weekly, US Weekly e Spin scrissero del successo della rete sociale ed i fondatori apparvero nelle copertine dei giornale e furono ospiti nei talk show della seconda serata.
Oggi Friendster ha più di 90 milioni di utenti registrati e continua a crescere specialmente in Asia.
Nell'agosto del 2008 assunse l'ex dirigente di Google Richard Kimber alla CEO. Kimber, che precedentemente era l'amministratore delegato dell'Asia meridionale per Google, sta focalizzando lo sviluppo di Friendster nel continente asiatico.

### Storia finanziaria
La compagnia venne fondata nel 2003 con un investimento di 12 milioni di dollari da parte di Kleiner Perkins Caufield & Byers, Benchmark Capital ed altri investitori privati
Nel 2003 Friendster ricevette un'offerta di 30 milioni di dollari da Google, che venne però declinata.
Friendster ricevette un'altra offerta di un finanziamento di 3 milioni di dollari da parte di Kleiner Perkins Caufield & Byers e Benchmark Capital nel febbraio del 2006. Nell'agosto dello stesso anno ricevette un'altra offerta per un finanziamento di 10 milioni di dollari da parte della DAG Ventures, e Friendster annunciò nell'agosto del 2008 un ulteriore finanziamento di altri 20 milioni di dollari da parte della IDF Ventures. Oggi, Friendster è finanziata da Kleiner Perkins Caufield & Byers, Benchmark Capital, DAG Ventures, IDG Ventures e investitori individuali.

## Utenti e traffico
Friendster è uno dei cinquanta siti internet più visitati al mondo. Conta più di 19 miliardi di pagine visitate al mese e 90 milioni di utenti registrati, di cui 62 milioni in Asia. Friendster conta 61 milioni di singoli visitatori al mese in tutto il mondo e 45 milioni dall'Asia nel settembre del 2008.
Friendster sostiene che il servizio di rete sociale è il primo al mondo nell'impegno degli utenti, con una media di 200 minuti al mese passati da ogni utente sul sito.
Dall'agosto del 2007 all'agosto del 2008 si registrarono su Friendster più di 35 milioni di utenti, e il sito ebbe più di 21 milioni di singoli visitatori al mese. Nello stesso periodo si presente anche come la più diffusa rete sociale nell'Asia pacifica e una delle reti sociali che crescono più velocemente con più di 150.000 di nuovi iscritti ogni giorno.
Friendster è tra i cinque siti internet più popolari in Indonesia, Filippine, Singapore e Malaysia, secondo Alexa.com. Le Filippine contano la più larga partecipazione, con l'87% della popolazione del paese che utilizza il sito.

## Servizi
Nel 2007 Friendster ha aggiunto la possibilità di creare Fan Profiles, il Friendster Developer Program (una piattaforma aperta) ed ha lanciato Friendster.com in altre nove lingue. Nel 2008 Friendster lanciato il sito in altre lingue ed ha inaugurato Friendster Mobile, che comprende un servizio di SMS alert.

### Fan Profiles
È possibile creare più di quaranta tipologie di Fan Profiles per artisti, celebrità, modelli, musicisti ed organizzazioni che permettono di promuovere prodotti e persone e costruire una base di ammiratori su Friendster. I Fan Profiles sono accessibili anche da non iscritti a Friendster attraverso motori di ricerca come Google, Yahoo! e Live Search. Gli utenti di Friendster possono diventare fan iscrivendosi al profilo e mantenersi aggiornati sulle ultime notizie. Le connessioni ai Fan Profiles su Friendster superano le quaranta milioni.

### Friendster Mobile e Friendster Text Alerts
Friendster Mobile (m.friendster.com) accessibile agli utenti di ogni dispositivo mobile abilitato alla navigazione web in tutto il mondo. Friendster Mobile è disponibile in varie lingue oltre all'inglese (indonesiano, malese, coreano, cinese semplificato e tradizionale). Gli utenti di Friendster della Malaysia, Singapore e delle Filippine possono iscriversi ad un servizio attraverso il quale vengono avvertiti con un SMS dell'attività della rete a cui sono iscritti e gli aggiornamenti dei profili degli amici. È probabile che questo servizio venga presto esteso ad altri paesi.

### Lingue
Friendster è disponibile in: tagalog, thailandese, malese, vietnamita, indonesiano, cinese (sia semplificato che tradizionale), giapponese, coreano e spagnolo. Fino al settembre del 2007 era disponibile solamente in inglese. Dieci nuove lingue sono state aggiunte tra il 2007 e il gennaio del 2009, l'ultima delle quali è stata la lingua tagalog. Gli utenti comunque possono scrivere in qualsiasi lingua.
Le pagine di supporto di Friendster sono disponibili in tutte le lingue e sono in un solo dominio, friendster.com. Friendster è la prima rete sociale globale che supporta lingue asiatiche ed occidentali in un unico dominio, in modo da permettere agli utenti provenienti da varie parti del mondo di comunicare gli uni con gli altri.

### Friendster Developer Program
Friendster è stato uno spazio aperto fin dall'agosto del 2006 quando in primo luogo permise agli utenti di aggiungere widget e contenuti ai propri profili, una possibilità della quale hanno usufruito circa il 38 percento degli utenti.
Friendster dà accesso agli sviluppatori di software all'Application programming interface che utilizza contenuto e dati all'interno di Friendster per costruire e installare applicazioni personalizzabili sia dentro che fuori Friendster. Il Friendster Developer Program è un programma libero, una piattaforma non proprietaria con un modello di reddito aperto.
Friendster è stato il primo a supportare sia la piattaforma OpenSocial che quella di Facebook.

## Brevetti
Friendster detiene quattro fondamentali brevetti per le reti sociali: Connessione di utenti in un sistema di computer online basato sulle loro relazioni nelle reti sociali, Metodi di inclusione di contenuti caricati su una rete sociale, Sistema e metodo per la gestione delle connessioni in una rete sociale e Valutazione di compatibilità degli utenti in una rete sociale.